# Oyem
Oyem er en by i det nordlige Gabon med et indbyggertal på cirka 60.685 (2013) indbyggere. Byen er centrum for det nordlige Gabons landbrug og handel.
1. 1 2  Gabon. Cities & Urban Places, Citypopulation.de (fra Wikidata).